# 特朗博格橋
特朗博格橋（瑞典語：Tranebergsbron），是位於瑞典斯德哥爾摩的一座雙拱橋，連接了國王島和斯德哥爾摩西郊的布羅姆馬。特朗博格橋是一座公路地鐵兩用橋。該橋於1923年開始施工，1934年竣工。

## 外部連結
- Tekniska museet - A photo of the bridge in 1912.

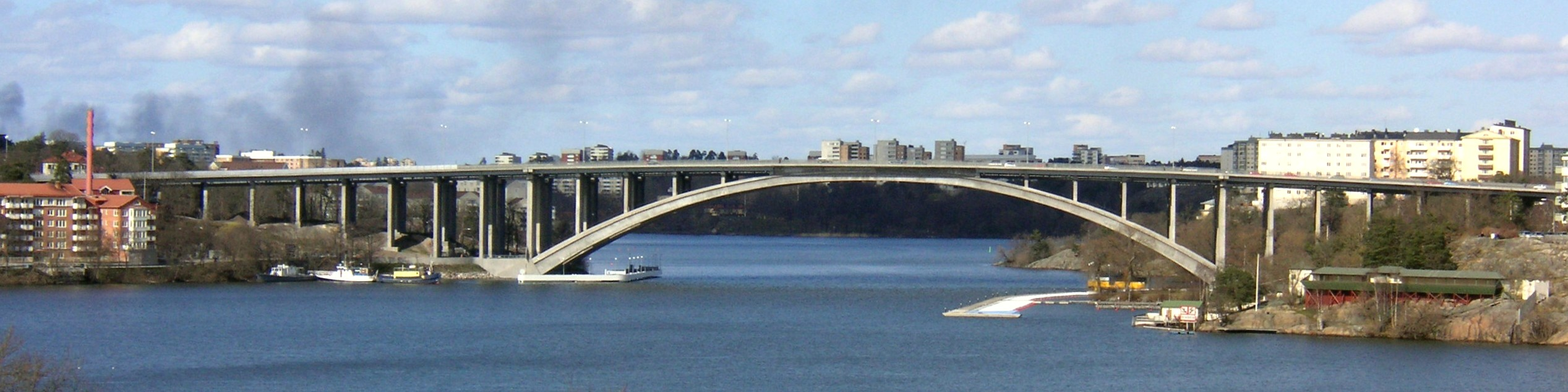
特朗博格橋

- Stockholmskällan - Historical images of Tranebergsbron.

59°20′01″N 17°59′42″E / 59.33361°N 17.99500°E